# Maryla Strzembosz
Maria Strzembosz z domu Dawidowska ps. Jagoda (ur. 3 września 1922, zm. 23 lipca 2007 w Warszawie) – harcerka, sanitariuszka batalionu „Zośka”.
Maria Strzembosz, zwana Marylą, była córką Aleksego Dawidowskiego, dyrektora Warszawskiej Fabryki Karabinów na Woli i Janiny z Sagatowskich – inżyniera chemika oraz siostrą Alka Dawidowskiego. Jesienią 1939 roku ojciec Maryli i Alka został aresztowany, po czym rozstrzelany, gdy odmówił współpracy z Niemcami. Matka aresztowana trzy lata później, trafiła najpierw na Pawiak, a później do obozu Ravensbrück.
Maria była uczennicą Gimnazjum i Liceum im. J. Słowackiego w Warszawie. Podczas okupacji uczęszczała do Warszawskiej Szkoły Pielęgniarstwa i pracowała w Szpitalu im. Dzieciątka Jezus. Należała do Grup Szturmowych Szarych Szeregów, następnie służyła w batalionie „Zośka” jako sanitariuszka. W lipcu 1944 r. wyjechała z Warszawy na wakacje i nie wzięła udziału w powstaniu warszawskim.
Po wojnie studiowała na Uniwersytecie Jagiellońskim w Krakowie. Pracowała jako nauczycielka pielęgniarstwa.
Była żoną Tomasza Strzembosza i matką Doroty oraz Macieja, producenta filmowego.